# 2004 KH19
2004 KH19, também escrito como 2004 KH19, é um objeto transnetuniano (TNO) que está localizado no cinturão de Kuiper, uma região do Sistema Solar. O mesmo possui uma magnitude absoluta de 6,5 e tem um diâmetro estimado com cerca de 179 km. Este corpo celeste é um sistema binário, o outro componente, o S/2011 (2004 KH19) 1, possui um diâmetro estimado em cerca de 129 km.

## Descoberta
2004 KH19 foi descoberto no dia 24 de maio de 2004 pelo astrônomo B. Gladman através do Observatório de Mauna Kea que está situado no Havaí.

## Órbita
A órbita de 2004 KH19 tem uma excentricidade de 0,117 e possui um semieixo maior de 40,885 UA. O seu periélio leva o mesmo a uma distância de 36,120 UA em relação ao Sol e seu afélio a 45,650 UA.